# Santu Lussurgiu
Santu Lussurgiu (sardisk: Santu Lussùrzu) er en by og en kommune (comune) i provinsen Oristano i regionen Sardinien i Italien. Byen ligger i 503 meters højde og har 2.369 indbyggere (2016). Kommunen har et areal på 99,80 km² og grænser til kommunerne Abbasanta, Bonarcado, Borore, Cuglieri, Norbello, Paulilatino, Scano di Montiferro og Seneghe.